# Арруда Паренте, Паулу Сезар
Паулу Се́зар Арруда Паренте (порт.-браз. Paulo César Arruda Parente; 28 июня 1978, Озаску) — бразильский футболист, левый защитник и правый полузащитник.

## Карьера
Паулу Сезар начал карьеру в клубе «Насьонал» из Сан-Паулу в 1995 году. Через год он перешёл в стан «Фламенго», где играл на позиции правого полузащитника. 8 августа он дебютировал в составе команды в матче чемпионата Бразилии с «Атлетико Минейро» (2:1). В том же году он помог клубу выиграть Золотой Кубок, в розыгрыше которого сыграл обе встречи, а также Кубок Гуанабара и чемпионат штата Рио-де-Жанейро, в котором сыграл лишь единожды. После крупного поражения 13 октября от «Параны» со счётом 1:4, полузащитник надолго выпал из состава. 13 мая он провёл последний матч за клуб, против «Палмейраса» в Кубке Бразилии (1:0). Всего за Фламенго Паулу Сезар сыграл 14 матчей, голов не забивал. В 2007 году Паулу Сезар стал игроком «Флуминенсе», дебютировав 20 августа 1997 года в матче с «Гуарани» (3:1). В 1998 году он был отдан в аренду в клуб «Витория», за которую сыграл 12 матчей в чемпионате и два в Кубке Бразилии. Затем он играл за клубы «Ботафого», где сыграл один матч и «Васко да Гаму», где сыграл 13 матчей и забил 1 гол. В некоторых источниках, в частности в журнале Placar, приводится, что он за эти два клуба никогда не играл. Более того, в статистике по матчам «Флуминенсе» 1999 года Паулу Сезар регулярно в составе. Главный тренер команды Карлос Алберто Паррейра перевёл его с позиции правого полузащитника, на левый край обороны. Защитник играл за клуб ещё 3 года, проведя 198 матчей и забив 18 голов. Последний матч за клуб в этот период он сыграл 5 мая 2002 года с «Фламенго» (1:2).
Летом 2002 года Паулу Сезар стал игроком французского клуба «Пари Сен-Жермен». Он перешёл туда благодаря наставнику сборной Бразилии Луису Филипе Сколари, который посоветовал футболиста его другу и тренеру французской команды Луису Фернандесу. Сезар приходил в клуб, как правый полузащитник, где его первоначально и использовал Фернандес, однако затем перевёл на левый край обороны. Свой первый мяч за клуб он забил, поразив ворота «Бастии», а в октябре 2002 года забил два гола в матче с «Генгамом», выступая справа в полузащите. Но затем футболист получил две травмы подряд, выбыв до конца февраля. Затем он постепенно восстановился и завоевал место в основе, но летом в клуб пришёл новый главный тренер, Вахид Халилходжич, который перестал ставить бразильца в состав. 11 декабря 2003 года Паулу Сезар был арендован «Сантосом», дебютировав 21 января в матче с «Оэсте» (1:0). 15 февраля он забил первый мяч за клуб, поразив ворота «Унион Сан-Жуан» (8:3). В первом же сезоне защитник помог выиграть клубу чемпионат страны. Когда аренда завершилась, Халилходжич дал понять, что этот игрок ему не нужен, и «Сантос» во второй раз арендовал игрока. В середине сезона защитник получил очень тяжёлую травму и выбыл на 6 месяцев. За «Сантос» Паулу Сезар провёл 58 матчей и 2 гола в первый год и 41 матч и 1 гол во второй. 27 ноября 2005 года он сыграл последнюю встречу за «Сантос», в котором его клуб обыграл «Ботафого» со счётом 2:1.
Паулу Сезар вернулся в Париж в январе 2006 года, когда клуб возглавил Ги Лякомб. Он видел в игроке замену травмированному Марио Йепесу: в центр обороны вместо колумбийца переходил основной левый защитник Сильвен Арман, а место слева занимал Сезар. После возвращения Йепеса, Пауло уже реже выходил на поле, играя в основном в полузащите. Он выиграл с клубом Кубка Франции, в финале которого вышел на поле на 87 минуте встречи. В конце 2006 года, за полгода до завершения контракта, он был продан в «Тулузу», на чём лично настаивал наставник команды Эли Боп. Он быстро завоевал место в основе, помогая клубу выиграть бронзовые медали чемпионата. Но уже в следующем сезоне выпал из основы, чему поспособствовала травма. В 2009 году он вернулся во «Флуминенсе», но провёл в клубе лишь 4 игры. Затем играл за «Гремио Баруэри», «Сан-Каэтано», клуб «Осаско Аудакс» и «Табоан-да-Серра». В июне 2014 года он объявил о завершении карьеры: «Я хотел бы поблагодарить мою жену, моих детей и мою семью, которые поддерживали меня на протяжении всей моей карьеры и были рядом со мной как в трудные времена, так и в моменты славы. Я уверен, что прошёл блестящий путь, как в клубах, так и в сборной. Я подготовился к этому моменту и готов начать новый цикл в своей жизни». В январе 2017 года он возглавил основной состав «Жувентуде», который под его руководством провёл 7 матчей, выиграв два, два сведя вничью и три проиграв. В том же году он стал работать в футбольной школе клуба «Лузитан» из города Сен-Мор-де-Фоссе. В 2018 году он возвратился в футбол и сыграл 1 матч за «Ирати».

## Международная статистика
| Матчи Паулу Сезара за сборную Бразилии | Матчи Паулу Сезара за сборную Бразилии | Матчи Паулу Сезара за сборную Бразилии | Матчи Паулу Сезара за сборную Бразилии | Матчи Паулу Сезара за сборную Бразилии | Матчи Паулу Сезара за сборную Бразилии | Матчи Паулу Сезара за сборную Бразилии |
| -------------------------------------- | -------------------------------------- | -------------------------------------- | -------------------------------------- | -------------------------------------- | -------------------------------------- | -------------------------------------- |
| №                                      | Дата                                   | Место проведения                       | Оппонент                               | Счёт                                   | Голы                                   | Турнир                                 |
| 1                                      | 31 января 2002                         | Гояния                                 | Боливия                                | 6:0                                    | —                                      | Товарищеский матч                      |
| 2                                      | 6 февраля 2002                         | Эр-Рияд                                | Саудовская Аравия                      | 1:0                                    | —                                      | Товарищеский матч                      |
| 3                                      | 7 марта 2002                           | Куяба                                  | Исландия                               | 6:1                                    | —                                      | Товарищеский матч                      |

## Достижения
- Победитель турнира в Тулоне: 1996
- Обладатель Золотого Кубка: 1996
- Обладатель Кубка Гуанабара: 1996
- Чемпион штата Рио-де-Жанейро: 1996, 2002
- Чемпион Бразилии: 2004
- Обладатель Кубка Франции: 2005/2006